# Torre de la Catedral de Murcia

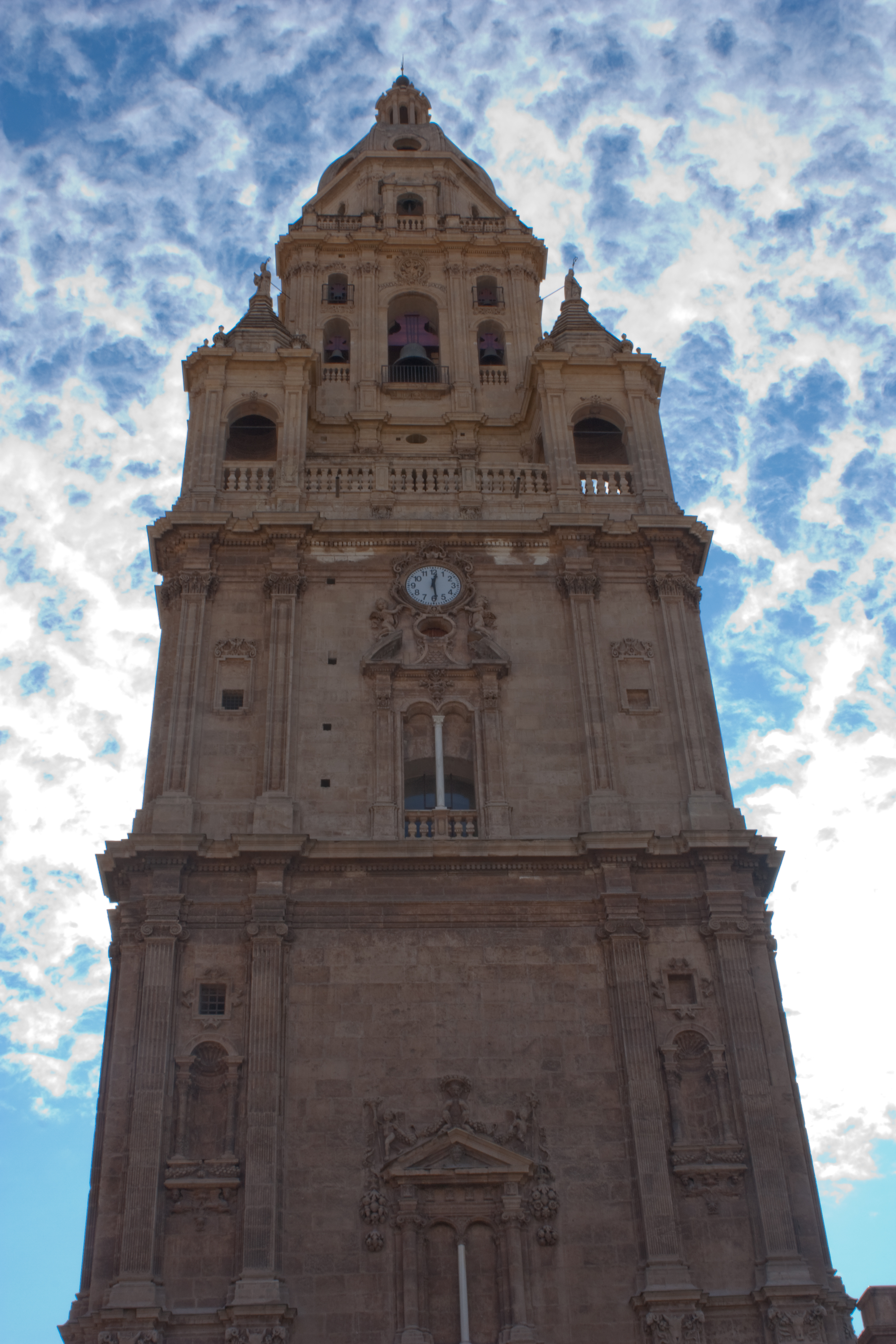
Torre de la Catedral de Murcia

La torre de la Catedral de Murcia es la torre campanario de la Catedral de Santa María, en la ciudad de Murcia (Región de Murcia, España). Iniciada a comienzos del siglo XVI, sus obras se vieron dificultadas por diversas problemáticas, no pudiendo ser finalizada hasta la década de 1790. Consecuentemente aúna diversos estilos en sus diferentes cuerpos, desde el renacimiento al neoclasicismo, interviniendo también múltiples arquitectos, desde Jacopo Florentino hasta Ventura Rodríguez.
Sus 93 metros de altura la convierten en el tercer campanario más alto de España -el segundo si se incluyen solo catedrales-, y en símbolo indiscutible de la ciudad de Murcia.

## Historia
La catedral de Murcia contó con una primigenia torre durante el siglo XV. Una torre sencilla, de estilo gótico que en 1467 acompañaría al conjunto catedralicio durante la consagración del templo.

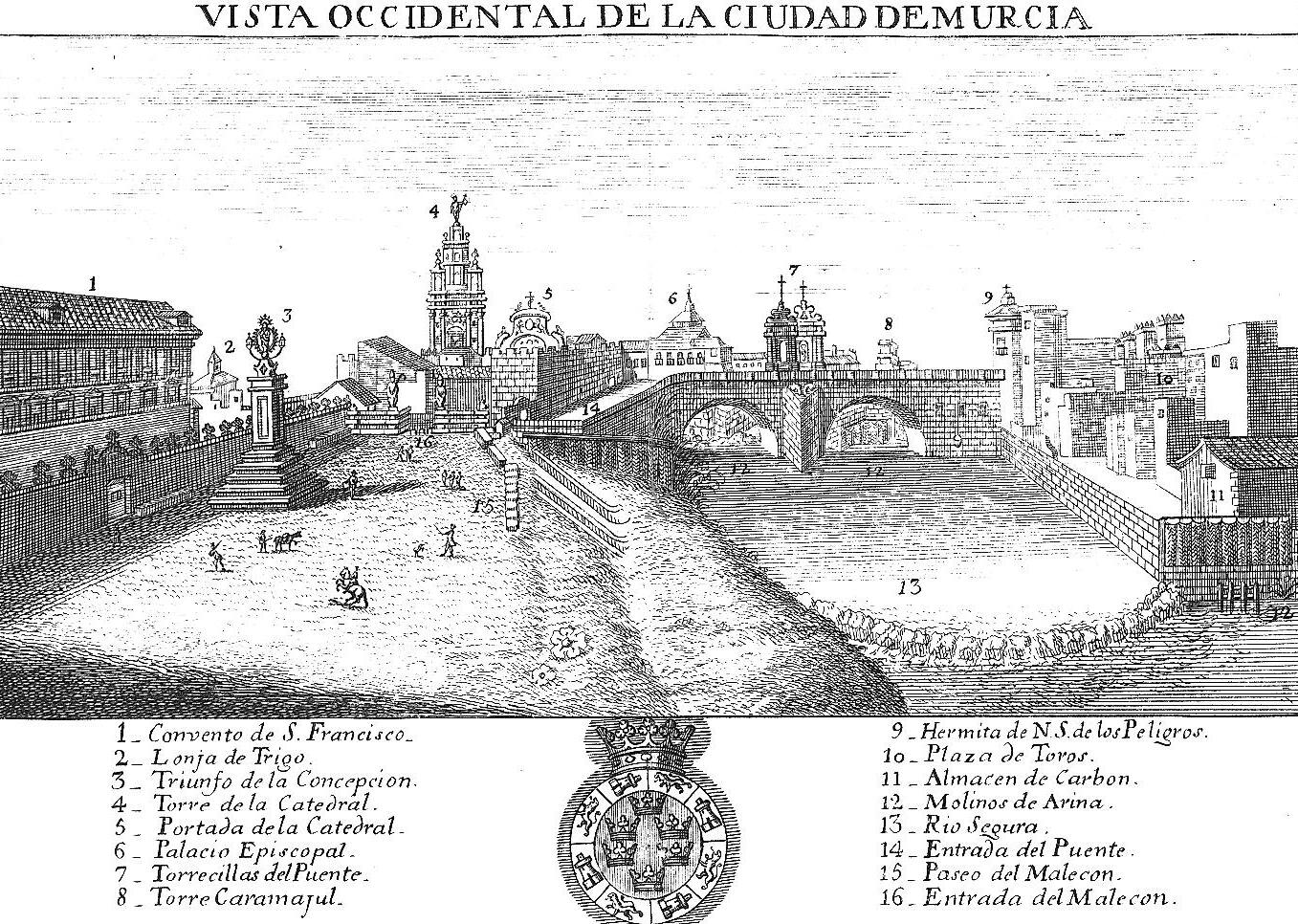
Vista occidental de Murcia en 1778 por Bernardo Espinalt. Aparece la torre de la Catedral con el remate anterior al de Ventura Rodríguez.

Las obras de la torre actual fueron iniciativa del obispo de la diócesis de Cartagena, el cardenal Mateo Lang de Wellenburg, cuyo proyecto dio comienzo en 1519 de la mano de los arquitectos florentinos Francisco y Jacobo Torni, llamados "Florentino" por su ciudad de origen. Tras los estudios iniciales, los trabajos dieron comienzo el 19 de octubre de 1521, día de la colocación del primer sillar.
Las obras del segundo cuerpo dieron comienzo en la década de 1540 de la mano de un nuevo arquitecto, Jerónimo Quijano, que respetó la ordenación de espacios que había sido planteada en el primer cuerpo por los Florentino. En este punto fue cuando apareció el problema de la inclinación o asiento de la torre hacia su cara NW, por lo que las obras quedaron paralizadas tras la terminación del segundo cuerpo.
No fue hasta 1765 (más de doscientos años después) cuando se reanudó la construcción de la torre, gracias a algunos de los arquitectos o canteros que trabajaron en las obras de la nueva fachada principal o imafronte de la Catedral (1737-1754) y del nuevo Palacio Episcopal (1748-1768), como Juan de Gea (que diseñó los planos) y el maestro José López, que dirigió las obras. 
De cara a compensar la inclinación que se había producido (ya que no se quería derruir la obra anterior), se tomó la solución de aumentar el espesor de la caña del lado opuesto (el lado SE), a la vez que se redujo la dimensión de uno de los muros del tercer cuerpo en un pie por cada cara. Así fue como se pudo levantar el tercer cuerpo (o del reloj), el cuerpo de los conjuratorios y el cuerpo del campanario, equilibrando las cargas.
A la altura de 1780 sólo quedaba por realizar la terminación de la torre, la cual planteó problemas de diseño, ya que José López se opuso al que planteaban los planos de Juan de Gea (que ideó un airoso chapitel con una linterna encima que a su vez se rodeaba de un balcón volado y se coronaba por una giraldilla), interviniendo por tanto la Real Academia de Bellas Artes de San Fernando. La cual, interesada en promover las nuevas tendencias neoclásicas, encargó a Ventura Rodríguez el diseño, dirigiendo las obras hasta su terminación en 1793 Pedro Gilabert.

## Arquitectura
Primer cuerpo

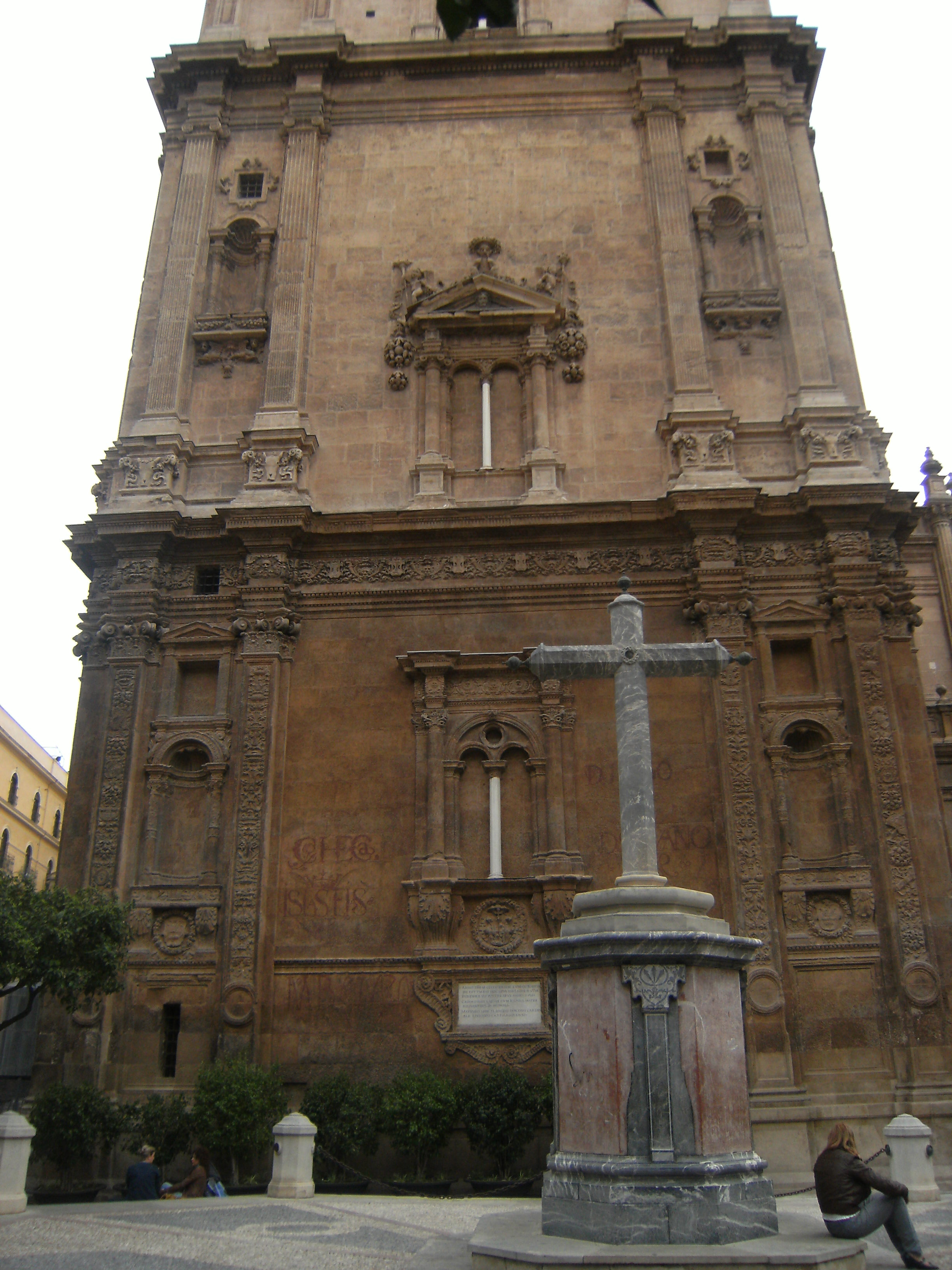
Primer y segundo cuerpo de la Torre, construidos entre 1521 y 1555 por Jacobo Florentino y Jerónimo Quijano.

El primer cuerpo de la torre es de planta cuadrada con sotabanco (hoy día oculto en el subsuelo), estructura y decoración que coincide con los modelos del renacimiento español, en concreto con el plateresco. La decoración está presidida por pilastras de orden corintio, cajeadas y anilladas, de raíz lombarda, marcadas por entrelazados de jarrones, guirnaldas, grutescos, instrumentos musicales, escudos, frutas y motivos vegetales, todos ellos empleados en la arquitectura renacentista de la Toscana. Los Florentino ubicaron ventanales en el centro de cada una de las tres caras visibles de la torre, encuadrados entre fustes y bajo entablamento, compuestos por un gran arco con otros dos menores interiores con parteluz, de clara influencia italiana.
En el interior del primer cuerpo se encuentra la Sacristía Mayor de la Catedral de Murcia, en la que destaca su bóveda vaída, la cajonería de madera (iniciada posiblemente por Jacobo Florentino y reparada en el siglo XVII tras un incendio), la bóveda de cuerno de vaca que la comunica con la portada, y la ante-portada dispuesta ya en la nave catedralicia, atribuida a Jerónimo Quijano, que la ideó a modo de arco de triunfo.
Segundo cuerpo
En el segundo cuerpo, Quijano recurrió a un orden jónico en las pilastras, con hornacinas entre ellas, introduciendo además algunas heterodoxias. Entre ellas podemos señalar que dejó las volutas de los capiteles muy retraídas e introdujo un modelo no canónico para estos capiteles ya que disponían de collarino, posiblemente influenciado por las corrientes que provenían de Florencia. Las ventanas que centran la estructura de cada fachada del cuerpo también beben de las ejecutadas en el primero pero con detalles diferenciadores, como por ejemplo los candelabros en las jambas que las relacionan con la tradición plateresca española y la presencia de frontón triangular. En el interior de este segundo cuerpo se encuentra el Archivo del Cabildo Catedralicio de la Diócesis de Cartagena.
Tercer cuerpo

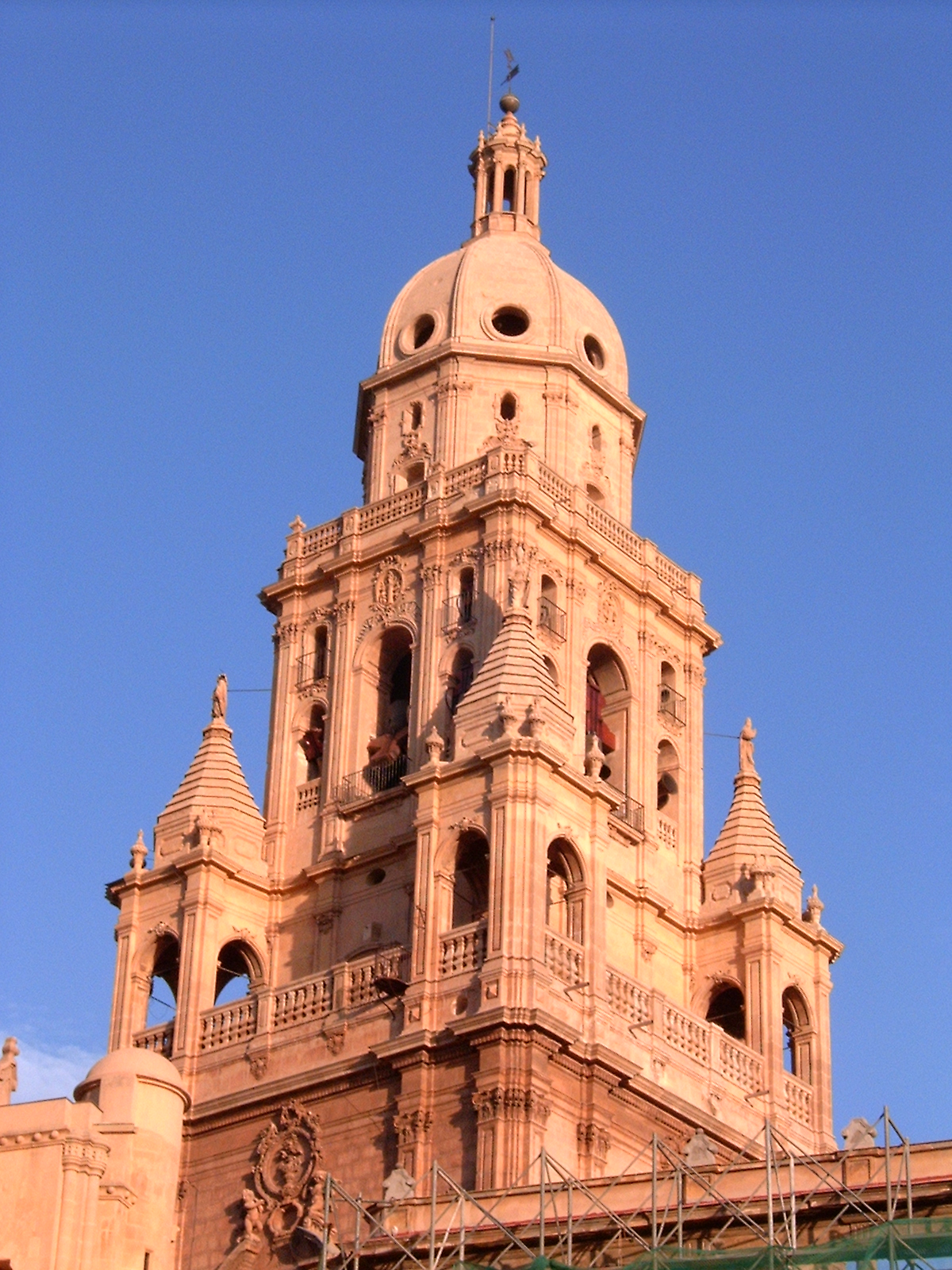
Vista de los últimos cuerpos de la torre. Parte superior del tercer cuerpo, el cuerpo de conjuratorios y el de campanas diseñados por Juan de Gea en 1765 y el remate neoclásico de Ventura Rodríguez.

El tercer cuerpo, producto de la reanudación de las obras en pleno siglo XVIII, sigue la estructura de los dos primeros pero el estilo artístico ha cambiado, se impone el barroco. Así se explica la reinterpretación del orden corintio claramente expuesta en los cajeados de las pilastras adosadas o en la reduplicación de éstas en las esquinas. También, haciéndose eco del nuevo estilo y en consonancia con las influencias del nuevo Imafronte de la Catedral (donde trabajaron los arquitectos responsables), destaca la ornamentación de baquetones cóncavo-convexos, perfiles mixtilíneos, esculturas de bulto redondo y decoración colgada. Se trata además del cuerpo donde quedó ubicado el reloj de la Catedral de Murcia, cuya antigua maquinaria, ya sin uso, se conserva en la sala del reloj de la misma torre, cubierta con bóveda vaída obra de José López. Este cuerpo cuenta así mismo con otra estancia, el Archivo de los libros cantorales o Sala de los Refugiados.
Cuerpo de conjuratorios

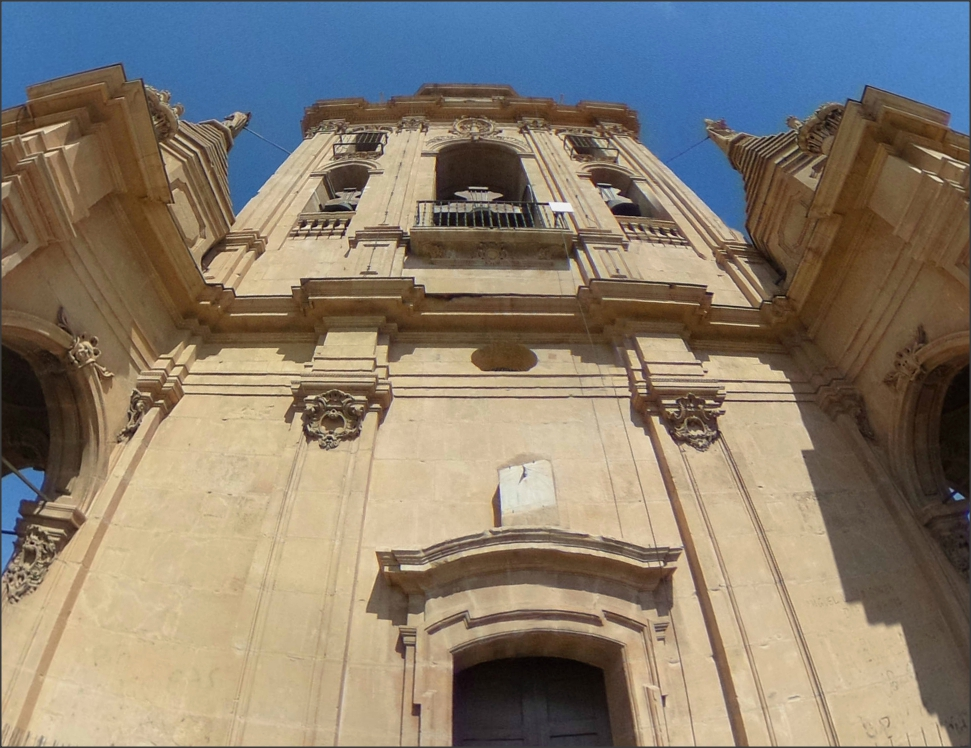
Fachada sur de campanario y reloj solar en el balcón de los conjuratorios
[https://tools.wmflabs.org/panoviewer/#Catedral_de_Murcia_-_Vista_sur_desde_el_balc%C3%B3n_de_los_conjuratorios.jpg Visión omniorámica

El cuerpo de conjuratorios está constituido por cuatro construcciones a modo de palacetes rectangulares ubicados en las 4 esquinas superiores al tercer cuerpo, coronados con unos clochetones piramidales de bandas que le aportan grandiosidad, sobre los que se levantan las esculturas de los cuatro santos de Cartagena. Su función era permitir al sacerdote realizar diferentes actos desde ellos como la conjuración de las tormentas o rituales propiciatorios.
Como ayuda para la celebración de estos actos, y en su fachada sur, se encuentra un reloj de sol con una  función que debía ser informar a los clérigos de las horas cuando se disponían a conjurar tormentas y epidemias, plagas y otros males.
Así mismo, en el interior de este cuerpo se dispuso la Sala del Lignum Crucis, una capilla que guardaba un Lignum Crucis, por lo que se le llamaba la Habitación de la Capilla y a su altar, el de la Reliquia, capilla y altar no existentes en la actualidad.
En el centro de esta sala se sitúa la escalera de caracol que da acceso a los últimos cuerpos de la torre, Cuerpo de campanas, cúpula terminal y el llamado cupulín o linterna sobre el que se asienta una veleta.

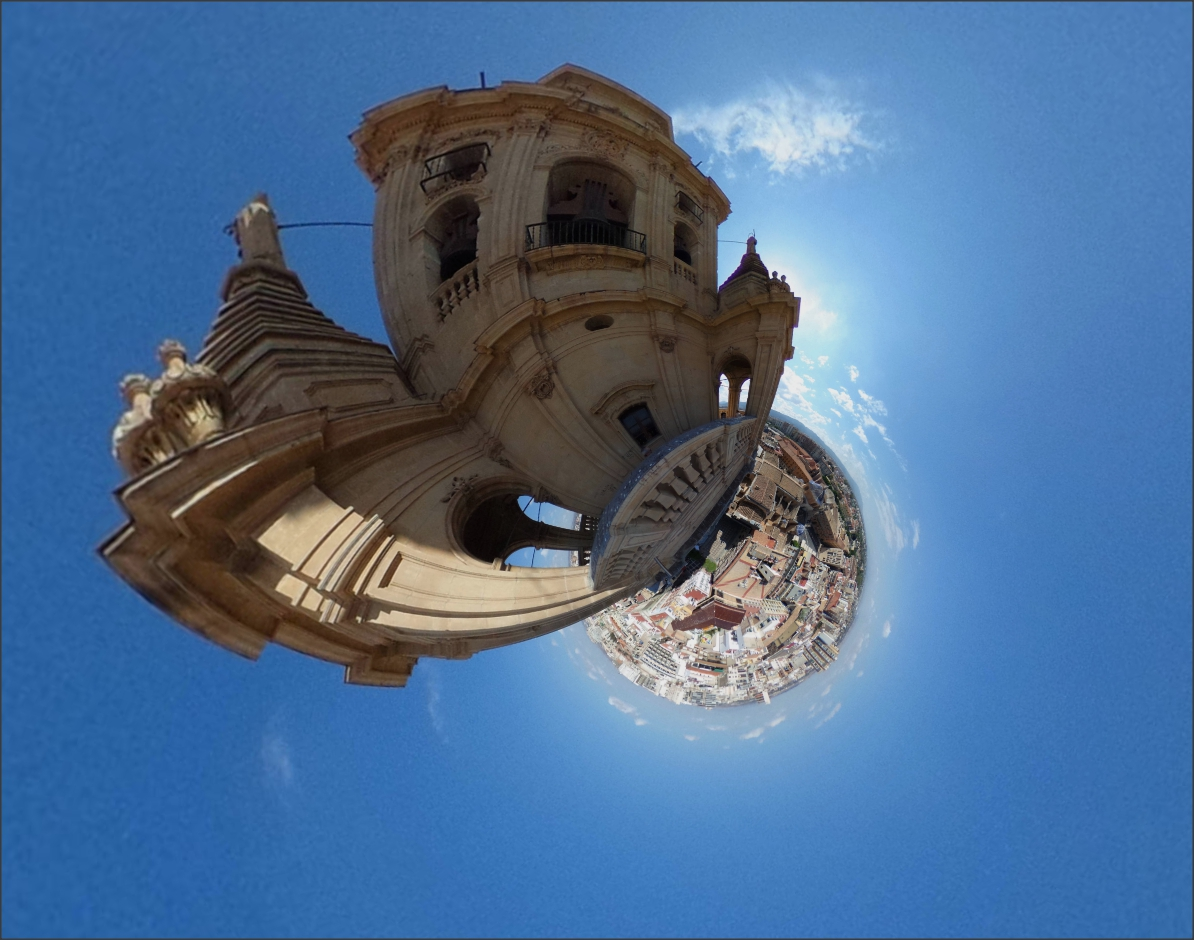
Visión omniorámica oeste. Conjuratorios en panorámica polar

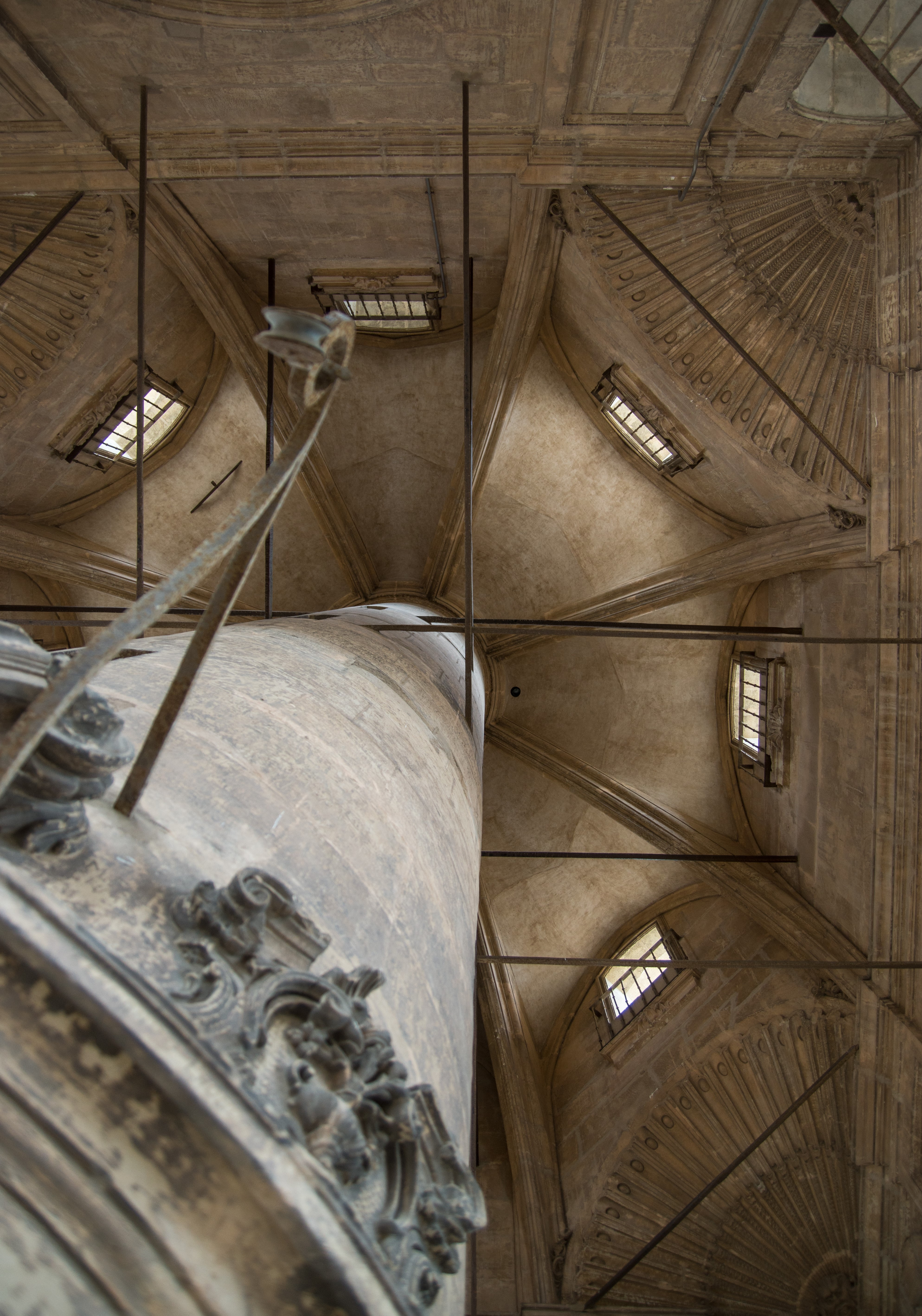
Interior de la Torre en el cuerpo de campanas.

.
Cuerpo de campanas y culminación de la torre
El cuerpo de campanas avanza un poco más dentro del arte barroco y apunta al rococó francés por sus elegantes líneas decorativas. En él se disponen las 20 campanas en uso de la Catedral. Mientras, en la culminación de la torre, es el neoclásico el que toma el relevo con el referido proyecto de Ventura Rodríguez, que presenta un cuerpo octogonal abovedado con huecos circulares abiertos y una linterna de coronamiento.

## Las campanas de la torre

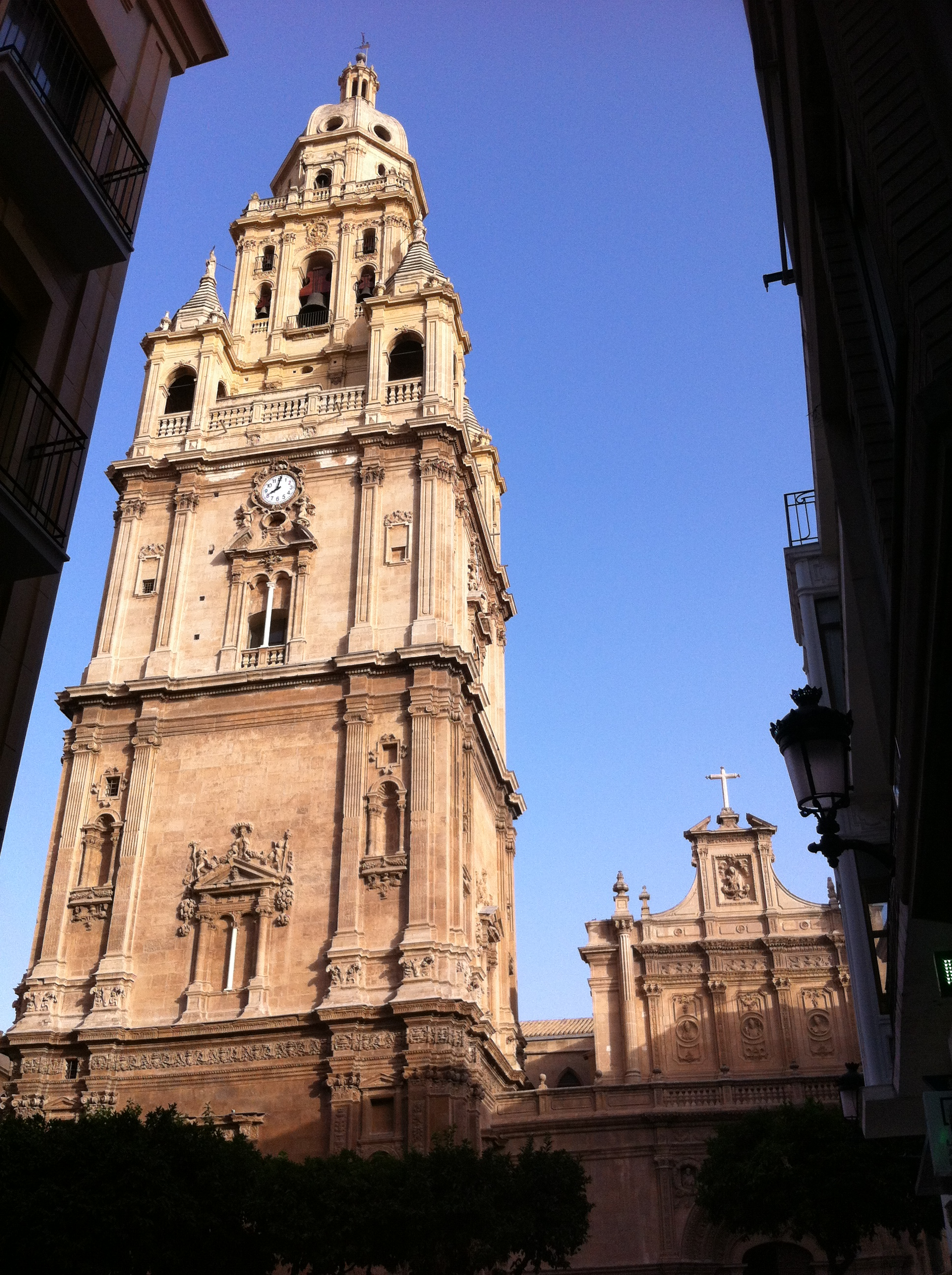
Imagen de la torre desde la calle Trapería.

Las campanas de la Torre han servido a lo largo de la historia para anunciar las tremendas riadas del río Segura, guerras, celebraciones, festividades e incluso fueron útiles para establecer las tandas de riego en la huerta de Murcia. Actualmente se mantienen muchos de sus toques tradicionales, recuperados como un elemento patrimonial más de la catedral y de la propia ciudad. 
Sólo se conserva una campana de la antigua torre medieval, la llamada campana Mora, datada en el siglo XIV, considerada de las más antiguas de España. Hace unos años fue bajada de la torre y depositada en el Museo de la Catedral de Murcia.
Las campanas actualmente en uso suman un total de veinte, la gran mayoría de los siglos XVIII y XIX. Cada una recibe un nombre propio:
- San Agustín
- Santo Tomás de Aquino
- San Isidoro
- María Madre de Dios
- La Mora nueva
- Santa María
- Santa Bárbara mayor
- Cristo
- San José
- San Leandro
- San Patricio
- San Pedro
- Nuestra Señora de Belén
- Santa Florentina
- Santiago
- Santa Bárbara menor
- Fuensanta - la Catalana
- Santa Águeda
- La Nona - San Victoriano
- San Antonio

## Conservación y uso
El acceso a la torre fue durante mucho tiempo libre, por lo que en su interior podemos encontrar numerosas inscripciones realizadas directamente en sus sillares y pintadas realizadas por visitantes a lo largo del siglo XX, que se mezclan con las originales de canteros. Tras un tiempo cerrada a la visita pública, en la actualidad el acceso es mediante visitas guiadas realizadas por el Museo Catedralicio, por lo que se evitan estos actos de microvandalismo.